# Madatyphlops ocularis
Madatyphlops ocularis är en ormart som beskrevs av Parker 1927. Madatyphlops ocularis ingår i släktet Madatyphlops och familjen maskormar. Inga underarter finns listade i Catalogue of Life.
Denna orm förekommer med några små populationer på nordöstra och sydöstra Madagaskar. Arten når 850 meter över havet. Den lever i fuktiga skogar. Honor lägger antagligen ägg.
Skogens omvandling till jordbruksmark hotar beståndet. Populationens storlek är okänd. IUCN kategoriserar arten globalt som otillräckligt studerad.